# Kalley Est
Kalley Est ist ein Stadtviertel (französisch: quartier) im Arrondissement Niamey III der Stadt Niamey in Niger.

## Geographie

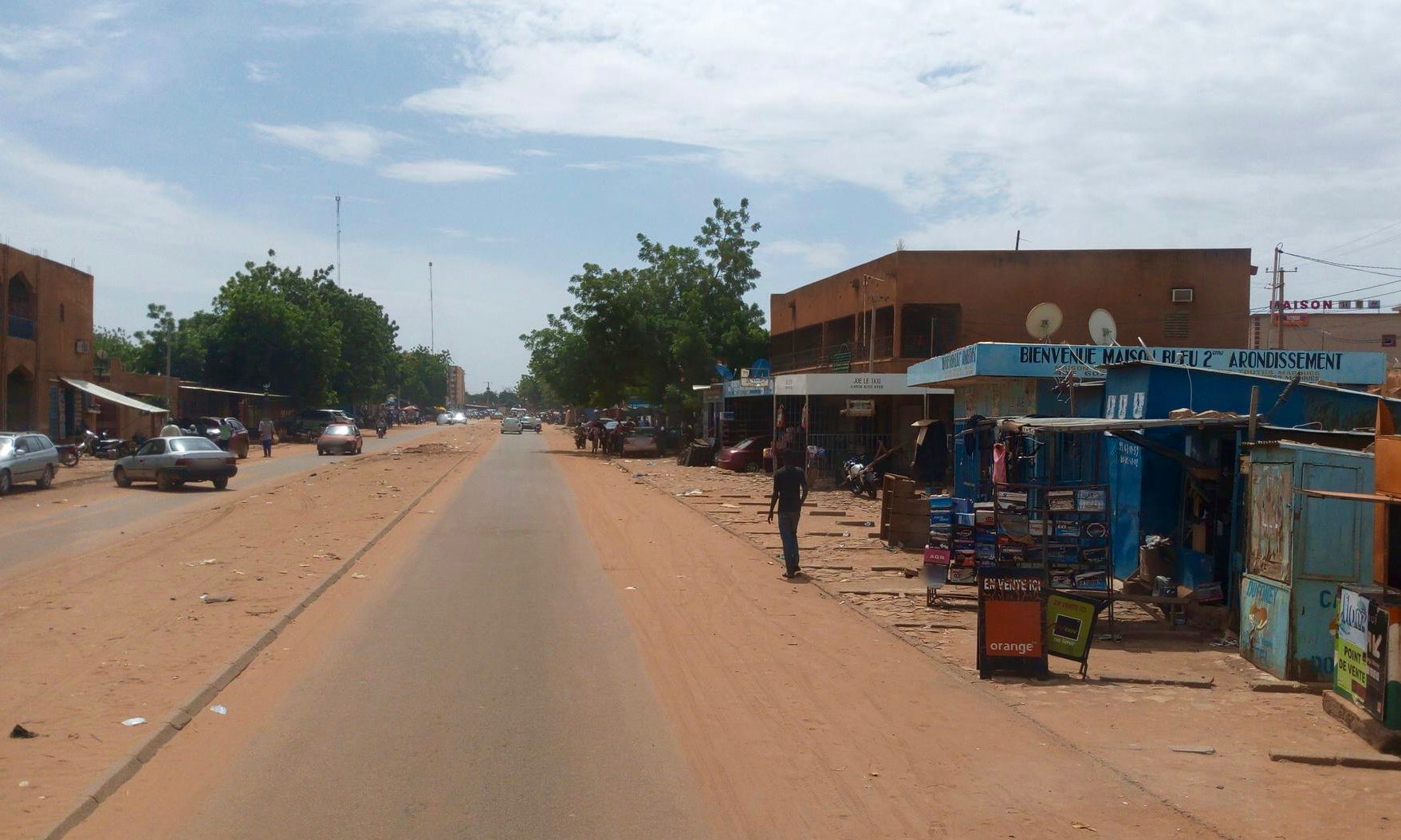
Avenue Soni Ali Ber in Kalley Est (2018)

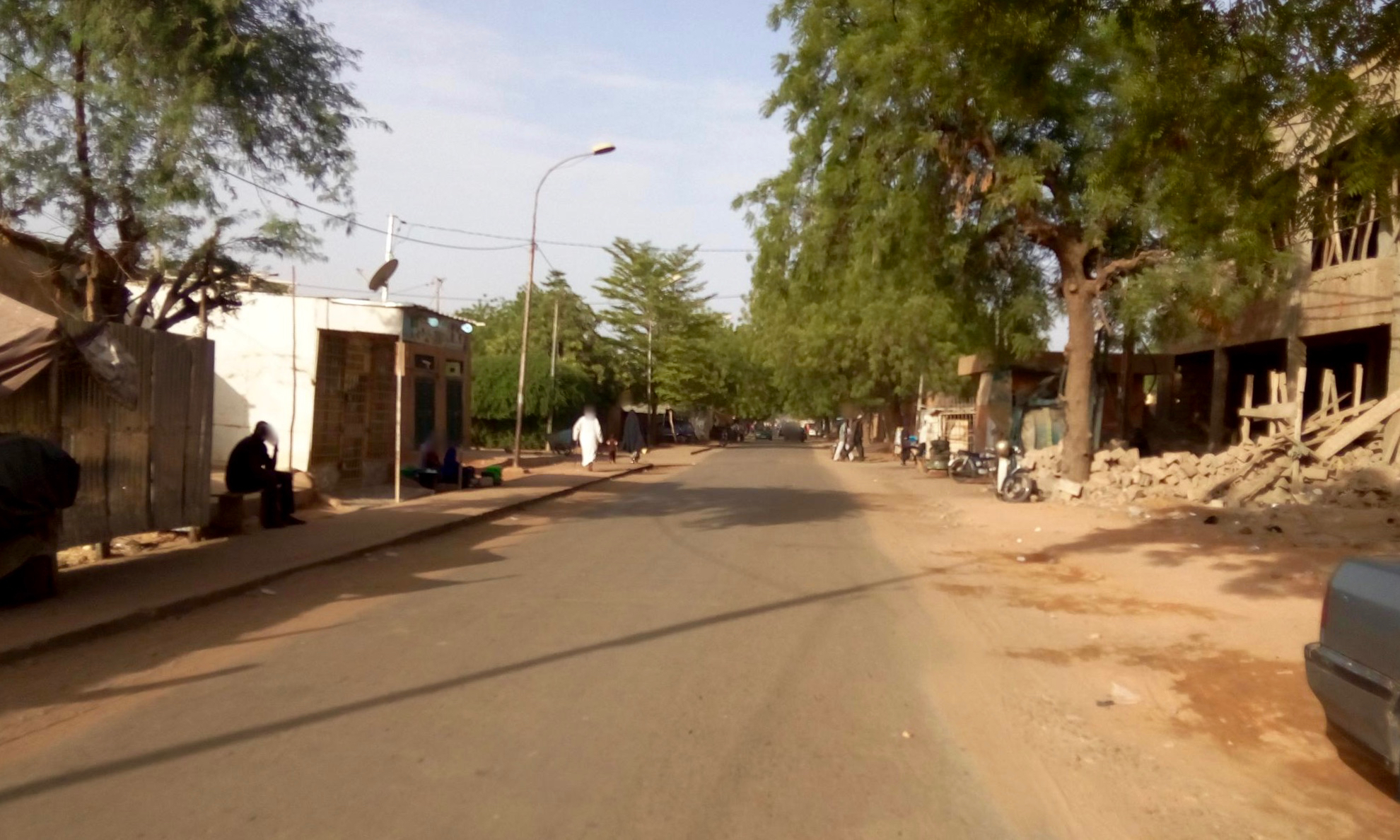
Rue du Togo in Kalley Est (2018)

Kalley Est („Kalley Ost“) befindet sich im Stadtzentrum von Niamey und gehört zum Stadtteil Kalley. Das Stadtviertel wird von den Straßenzügen der Avenue du Ghana, der Avenue Soni Ali Ber, der Avenue du Niger, des Boulevard de la Liberté und der Rue du Tchad begrenzt. Die umliegenden Stadtviertel sind Abidjan im Norden, Kalley Sud im Südosten, Kalley Centre im Südwesten und Lacouroussou im Westen. Kalley Est liegt in einem Tafelland mit einer Sandschicht, die im Norden mehr und im Süden weniger 2,5 Meter tief ist.
Das Standardschema für Straßennamen in Kalley Est und weiteren Stadtvierteln ist Rue GM 1, wobei auf das französische Rue für Straße das Kürzel GM für Grand Marché, einen weiter westlich liegenden großen Markt, und zuletzt eine Nummer folgt. Dies geht auf ein Projekt zur Straßenbenennung in Niamey aus dem Jahr 2002 zurück, bei dem die Stadt in 44 Zonen mit jeweils eigenen Buchstabenkürzeln eingeteilt wurde.

## Geschichte
Das Stadtviertel entstand in den 1950er Jahren. Mitte der 1990er Jahre wurde im Stadtviertel der Markt Karam-Karam gegründet. Er galt als wichtiger Markt für Möbel, Immobilien und Elektrohaushaltsgeräte. Bei einem Feuer, das am Abend des 16. Februar 2020 ausbrach, wurden fast alle der mehr als 280 Marktstände vernichtet.

## Bevölkerung
Bei der Volkszählung 2012 hatte Kalley Est 9142 Einwohner, die in 1796 Haushalten lebten. Bei der Volkszählung 2001 betrug die Einwohnerzahl 11.296 in 1745 Haushalten und bei der Volkszählung 1988 belief sich die Einwohnerzahl auf 12.169 in 2136 Haushalten.

## Infrastruktur
In Kalley Est gibt es mehrere öffentliche Grundschulen. Die älteste, die Ecole primaire de Kalley Est I, wurde 1980 gegründet. Die Ecole des Techniques Comptables, Commerciales et de Communications (ETEC) bietet Lehrgänge zum Buchhalter, Bank-, Handels- und Zollangestellten an.